# Nadporočnik (Slovenska vojska)
Nadporočnik je drugi najnižji častniški vojaški čin v uporabi v Slovenski vojski (SV); uveden je bil leta 2002. Nadporočnik je tako nadrejen poročniku in podrejen stotniku. Ustreza mu mornariški čin poročnika fregate.
V skladu s Natovim standardom STANAG 2116 čin spada v razred OF-2.

## Oznaka
Oznaka čina je sestavljena iz treh (enakih, ozkih), med seboj povezanih ploščic, na katerih se nahaja po en lipov list.

## Zakonodaja
Nadporočnike imenuje minister za obrambo Republike Slovenije na predlog načelnika Generalštaba Slovenske vojske.
Vojaška oseba lahko napreduje v čin nadporočnika, »če je s činom poročnika razporejen na dolžnost, za katero se zahteva čin nadporočnika ter je to dolžnost opravljal najmanj eno leto s službeno oceno »odličen« oziroma najmanj dve leti s službeno oceno »dober««.